# Alcalá del Valle (kommun)
Alcalá del Valle är en kommun i Spanien.   Den ligger i provinsen Provincia de Cádiz och regionen Andalusien, i den södra delen av landet, 400 km söder om huvudstaden Madrid. Antalet invånare är 5 262. Arean är 47 kvadratkilometer. Alcalá del Valle gränsar till Olvera, Ronda, Setenil de las Bodegas, Torre Alháquime och Cañete la Real. 
Terrängen i Alcalá del Valle är kuperad åt nordväst, men åt sydost är den platt.